# ヒヨドリ
ヒヨドリ（Hypsipetes amaurotis）は、ヒヨドリ科ヒヨドリ属に分類される鳥である。

## 形態
全長30㎝程で全体的に灰色の中型でほっそりとした鳥である。雌雄同色で頭部は額から頭頂部を経て首の後ろまでは、やや明るい灰色である。頭上の羽根は細くやや立ちあがり、多少羽冠のようになる。眼の後ろの耳羽は栗色になる。喉元も全体に灰色であるが、喉下部には耳羽から伸びる茶色の細い筋が入る。胸や腹の灰色は頭部より濃い灰色となるが、個々の羽の先端には白い部分があり、全体として斑模様に見える。背および肩羽なども濃い灰色である。羽は基部は灰色だが、先端側ほど全体的に赤みを帯びた褐色で、雨覆、風切羽類などは多少濃淡はあるがいずれも赤褐色である。尾は濃褐色、長さは110㎜-120mm程度で雌雄差は出ない。体重は60-70g程度。
日本古来の鳥類図鑑、いわゆる「禽譜」にもしばしば登場する鳥である。江戸時代の小野蘭山著とされる「蘭山禽譜」では、ヒヨドリについてイラストと共に「全身が淡い黒色で、頭の毛は立ち、目の周りには赤褐色の毛がある鳥である」という旨で紹介しており、、羽冠と目の周りの模様が古くから判別ポイントとして知られていたことがうかがえる。
外部形態で雌雄を判別しにくい鳥であるが、各部位の大きさや体重は雄の方が有意に大きいという。生体の場合は翼長だけで判断しても比較的正確に判別できるというが、冷凍標本の場合は翼長以外にもさらに幾つかの部位を見ることで精度が上がる。ただ、乾燥標本の場合は冷凍標本とまた違うという。
個々の風切羽などは黒と茶色ツートーンで全体的にツグミのものに似るが、ヒヨドリの方が色が淡い。尾羽はツグミとは色合いがかなり異なり見分けるのは簡単である。
体色が北方の亜種や個体ほどが淡く、南方ほど濃い傾向があるという。鳥類に見られるこのような法則をグロージャーの法則という。
卵は長径3cm、短径2㎝内外で、バラ色の地に黒い斑点が多数でるもので、ウズラの卵に似ている。

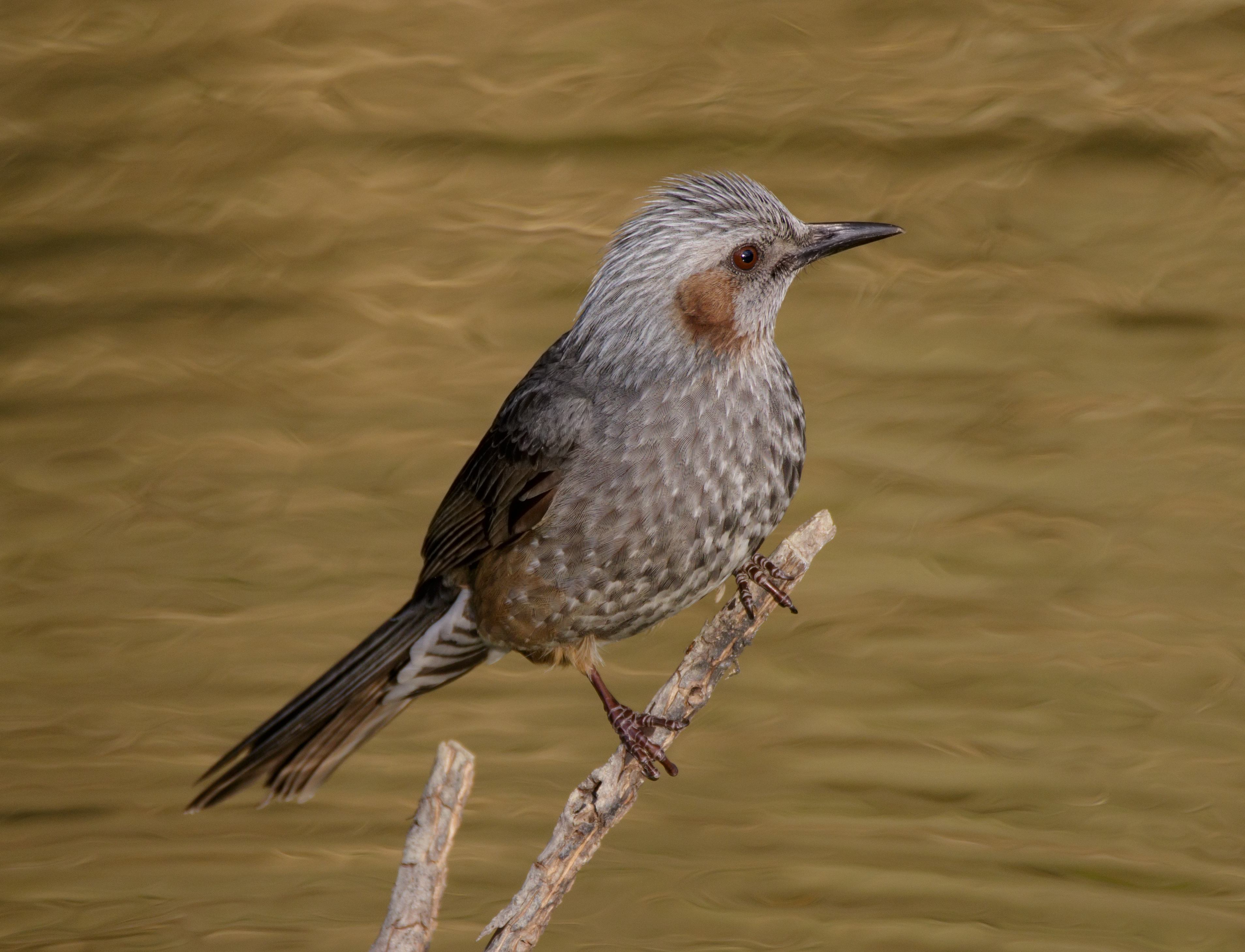
全体的に灰色の鳥であるが、耳羽の栗色が目立つ
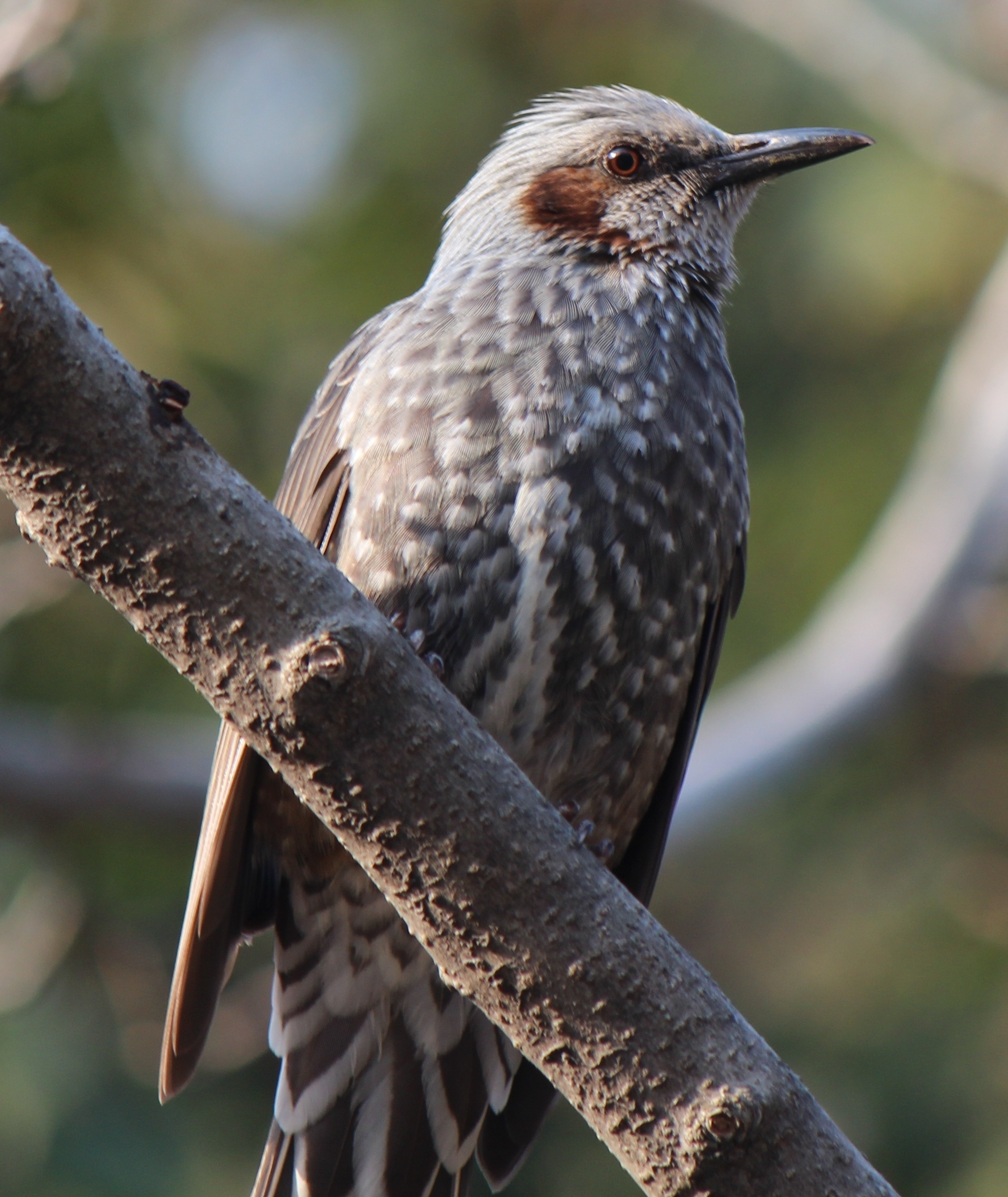
頭頂部はやや毛羽立ち羽冠状になるのも特徴
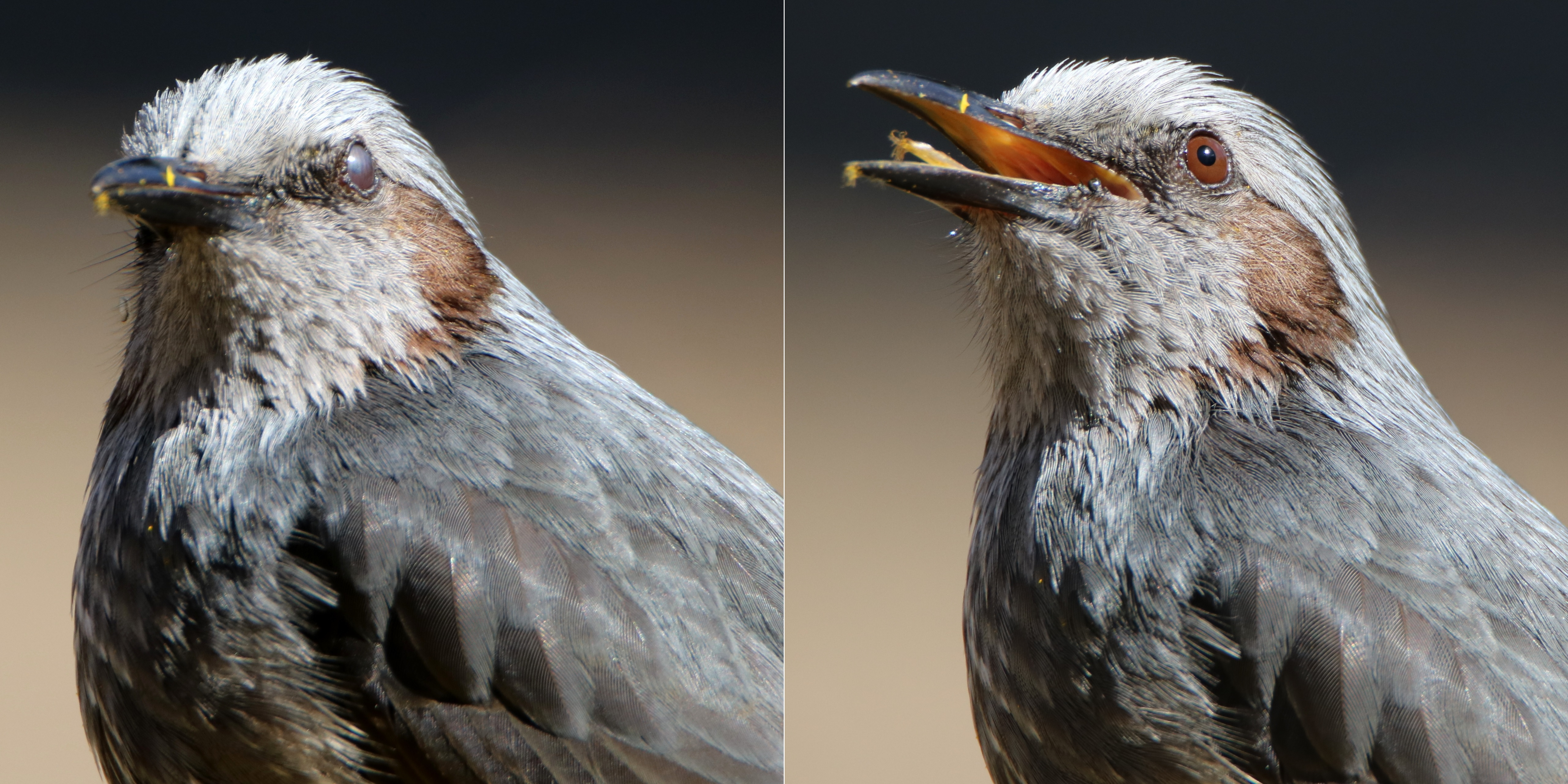
瞬膜を閉じた状態（左）。顔の周りは明るい灰色である。
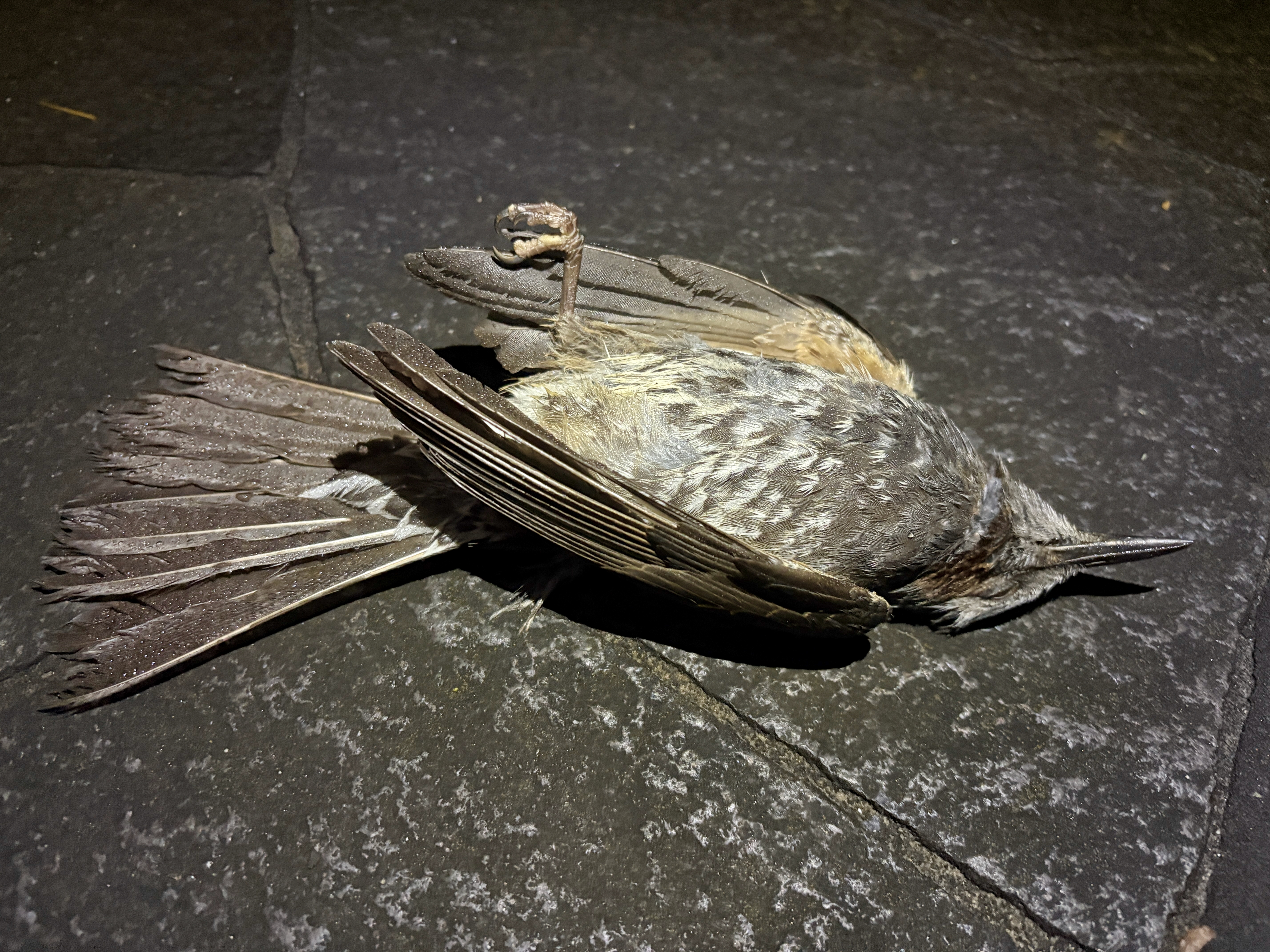
胸や腹の周りは斑模様で腹はかなり白い
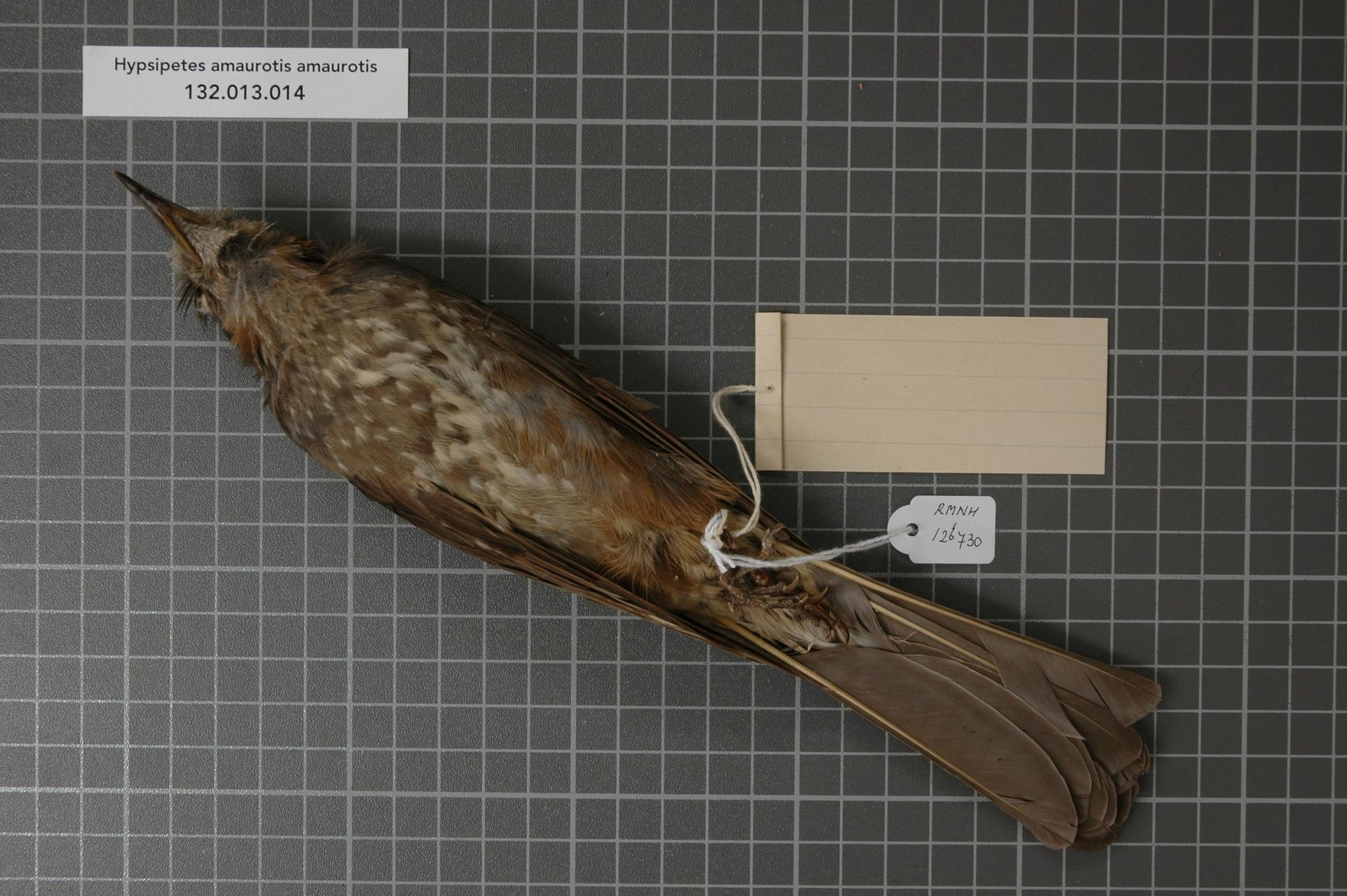
ヒヨドリの乾燥標本

### 類似種
亜種は後述の分類節を参照。体形が似ているものにイソヒヨドリがあるが、体色は青色が目立ち大きく異なる。身近な中型で灰色の鳥としてはムクドリもあるが、ムクドリは体形がずんぐりしており、羽冠は無く嘴と脚は黄色である。

## 分類
南西諸島でよく分化が進んでおり、形態的にも色合いや大きさが異なることから、亜種単位で分ける見解が昔から一般的であった。小笠原諸島と北海道のものも分けることが多い。
- Hypsipetes amaurotis amaurotis (Temminck, 1830) ヒヨドリ（基亜種）

本州および四国と九州では留鳥、琉球諸島や奄美大島では冬鳥、能登半島北方沖の舳倉島や韓国の済州島（チェジュド）では旅鳥として渡来する。
- Hypsipetes amaurotis hensoni (Stejneger,  1892) エゾヒヨドリ　（北海道亜種）
- Hypsipetes amaurotis squameiceps (Kittlitz, 1830) オガサワラヒヨドリ　（小笠原諸島亜種）[9]。
- Hypsipetes amaurotis magnirostris (Hartert, 1905) ハシブトヒヨドリ（硫黄列島亜種）[9]。
- Hypsipetes amaurotis borodinonis (Kuroda, 1923) ダイトウヒヨドリ（大東列島亜種）[9]。
- Hypsipetes amaurotis insignis (Kuroda, 1923) ミヤコヒヨドリ （宮古島亜種）
- Hypsipetes amaurotis matchiae (Momiyama, 1923) ヤクヒヨドリ（屋久島・種子島亜種）
- Hypsipetes amaurotis ogawae (Hartert, 1907) アマミヒヨドリ　（奄美諸島亜種）
- Hypsipetes amaurotis pryeri (Stejneger, 1887) リュウキュウヒヨドリ（琉球諸島亜種）
- Hypsipetes amaurotis stejnegeri (Hartert, 1907) イシガキヒヨドリ　（先島諸島亜種）[9]。
- Hypsipetes amaurotis harterti (Kuroda, 1922) タイワンヒヨドリ（与那国島・台湾亜種）

## 生態
樹上性の鳥で森林付近に生息するが、原生林のみならず里山や公園などの人の手がかなり入った環境にも適応する。九州地方で狩猟鳥獣捕獲数をみると、スズメやコジュケイなどの穀物食の鳥類が減少傾向にあるのに対し、ヒヨドリやカラス類は増加しており都市環境への適応力の高さが一因ではないかとみられている。
ツグミやムクドリよりも体を直立させてとまる。おもに樹上で活動するが、地上に降りることもある。飛ぶときは数回羽ばたくと翼をたたんで滑空するパターンを繰り返して飛ぶため、飛ぶ軌道は波型になる。
「ピィーヨ、ピィーヨ、ピ、ピ、ピ、ヒィーヨ、ヒィーヨ」長短を織り交ぜた鳴き方を基本とするが、短く鳴くときもある。よく鳴く鳥で飛翔中にも鳴いている。
水分の多い果実を好みバラ科、クスノキ科、ニシキギ科、ウコギ科、アケビ科、ツバキ科、ミカン科ほか多種類の果実をよく食べる。果実採食の幅は広く、哺乳類が嫌う植物でも食べるものがある。散布者としては有力な鳥の一つで、冬季に周囲の緑地と隔離された都市部の公園での調査では、鳥類に被食散布された種子のうち、ツグミ、メジロと本種で9割を占めるという結果もある。種子散布者としての鳥の総説論文として北村 (2015)などがある。
花の蜜も好み、よく食べるのが特徴。動物質のものでは各種昆虫をよく食べているという。
日本では冬季に群れを作り南方へ渡りを行い、春になると戻ってくる。ただし、渡りは主に北方や高地の個体群が行うとされ、温暖地の個体は留鳥型や短距離移動の個体もかなりいると言われる。このため、単なる渡り鳥ではなく「漂鳥」とされることも多い。渡りの時期もばらけており、東京での観察によれば、主群が移動した後も1か月以上留まる小さな群れがいるという。移動は秋春共に午前中に行われるという報告が多い。渡りの時期は天敵に狙われる。瀬戸内海沿岸でハヤブサの狩りを観察すると、獲物のほとんどは渡り中のヒヨドリだという。狩りの成功率は雄ハヤブサの方が有意に高かった。
繁殖期間は5月から9月と比較的長いタイプである。鳥には繁殖期間が短いタイプもあり、長いタイプは繁殖失敗による再繁殖が多いことが一因としてあるという。
樹上営巣型で羽田・小林(1967)が長野県の薪炭林で詳細に観察している。それによれば、営巣木はアカマツやブナ科で樹高10m未満の若い木が多い。営巣木は枯木でも気にしないが、フジやアケビ類などのつる植物が付いているものを好む。営巣位置は地上から平均2.8mである。巣は15㎝程度。卵は一日1つずつ産み、合計産卵数は4つの巣が多い。抱卵は3つ目の卵を産んだ前後から始まり、雌のみによって行われる。餌は昆虫類を中心に果実で雌雄どちらも運んでくるが、雌の方がやや多い。雛の糞は殆どを親鳥が食べて処理する。抱卵は2週間、ふ化から巣立ちまでは10日程度である。巣立ち後も2か月程度は縄張り内で家族で過ごす。縄張りを守るのは主に雄親が行う。
巣は中央部が凹んだお椀型で、巣材は蔓や枯草などで作る。全体的にモズの巣に似るが、特に中央の産座部分がヒヨドリのものの方が粗雑な印象となるという。産座には松の葉やシュロの繊維、ササの葉などが敷かれる。市街地では巣材にビニール紐なども使うという

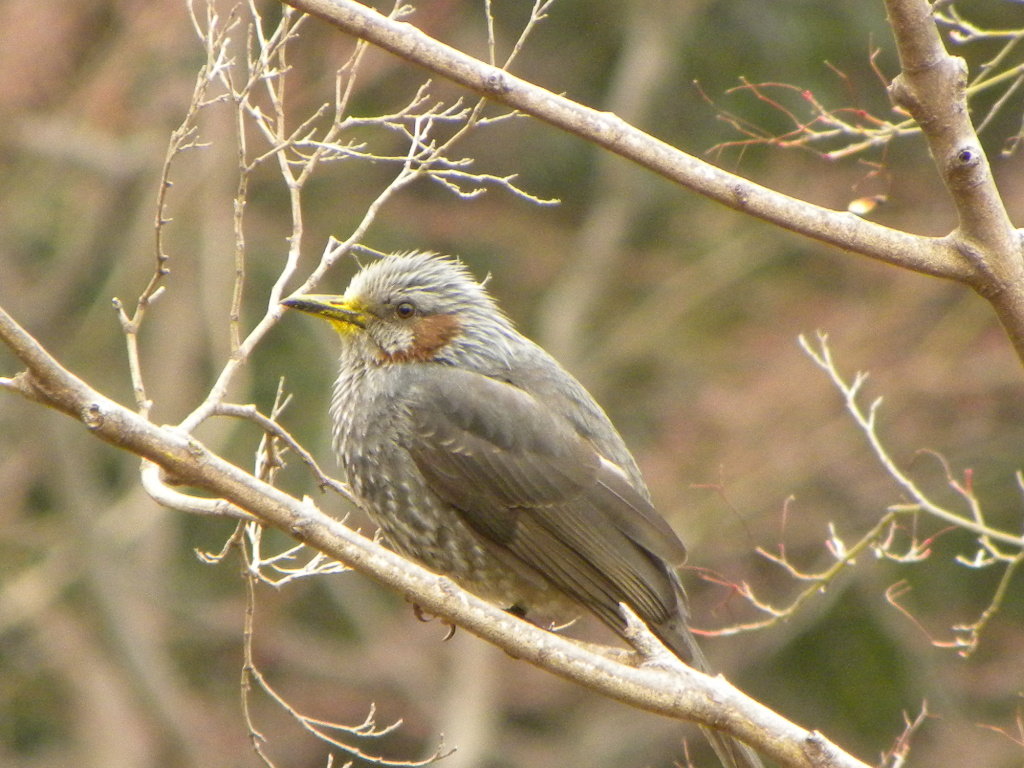
嘴に黄色い花粉をつけている（3月）
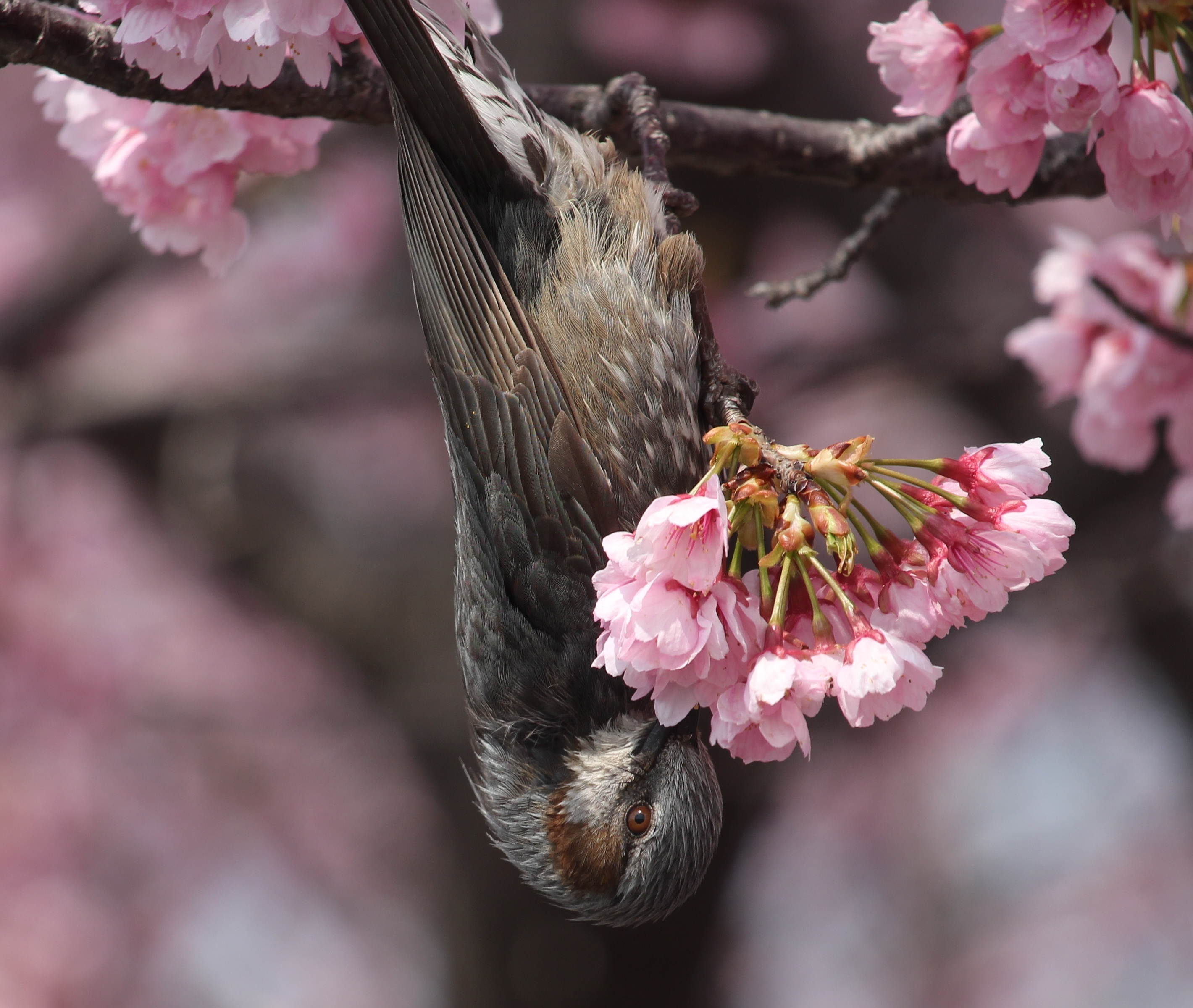
サクラの蜜を食べる
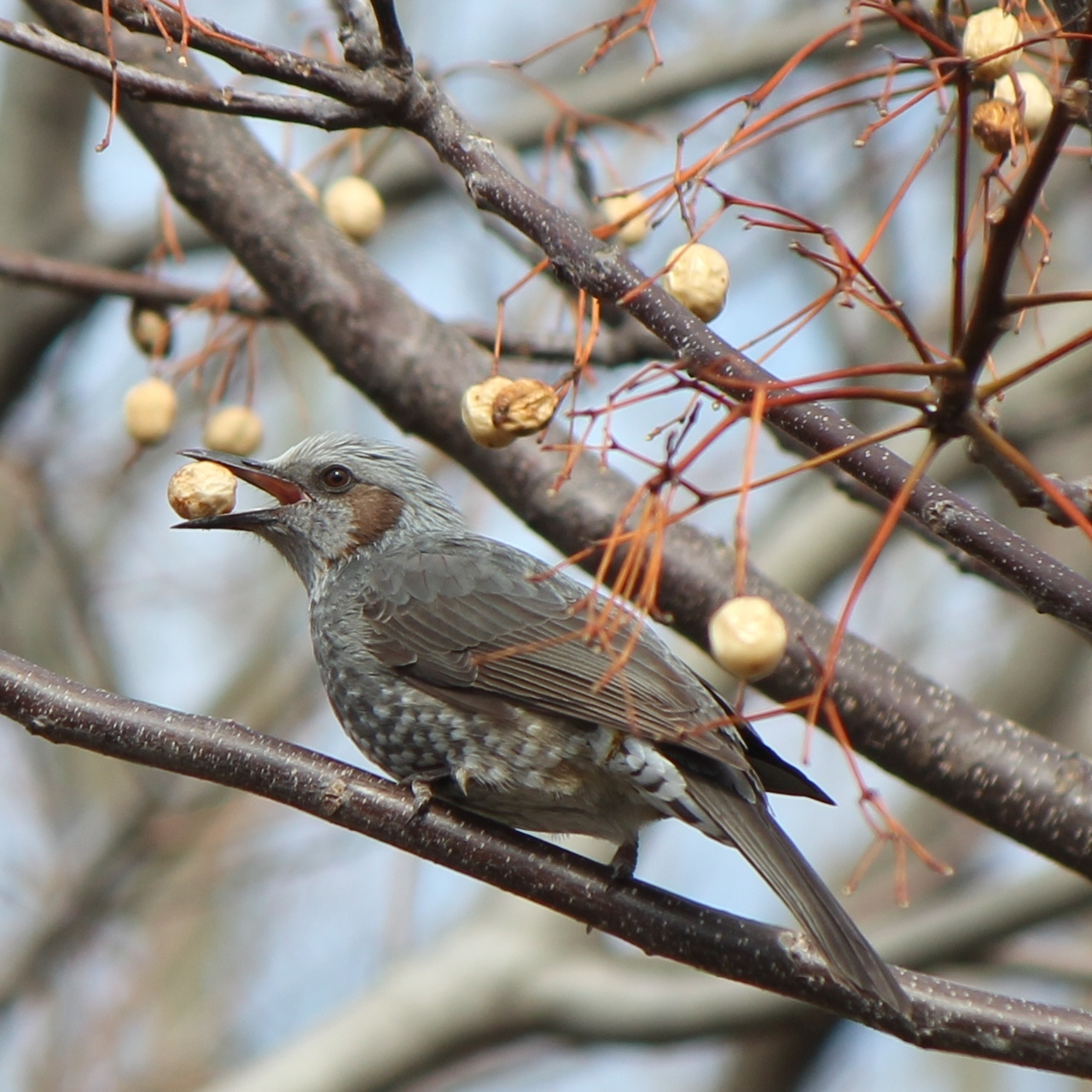
センダンの実を食べる（3月）
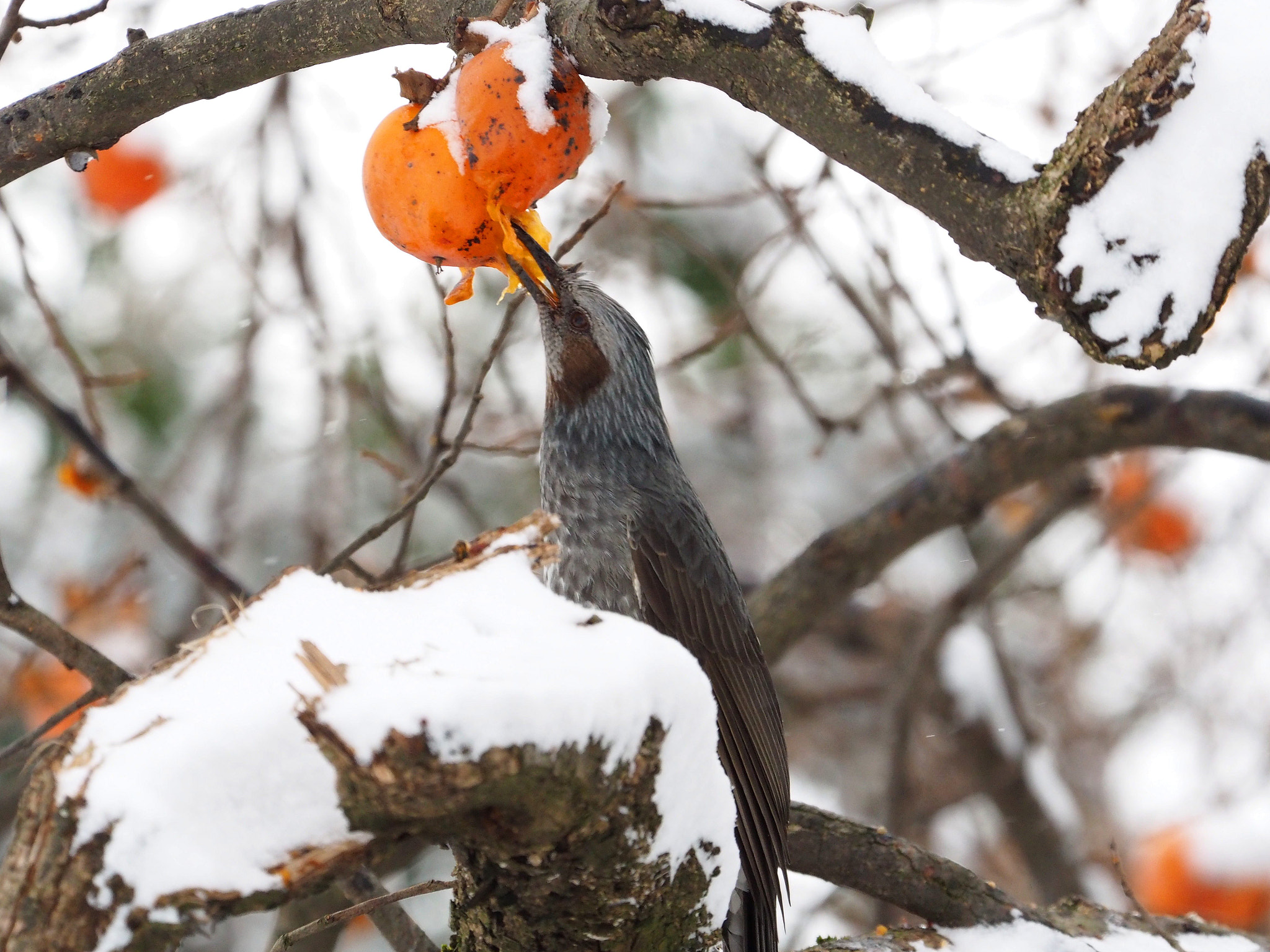
雪の中でカキを食べる（1月）

## 分布
東アジアから東南アジアにかけて9亜種ないしそれ以上が分布する
日本、サハリン、朝鮮半島南部、台湾、中国南部、フィリピンの北部（ルソン島

## 人間との関係
日本では身近な鳥の一つである。

### 食用・狩猟
肉は食用にできる。家禽の飼育が盛んになるまでは野鳥を採って食べる文化が世界的に広く見られ、本種も例外ではない。仏教影響下の日本であっても野鳥を食べる文化は盛んで、江戸時代には様々な野鳥を食べていた記録が残るという。ヒヨドリ特有の調理法は無いものの、炒め煮のような「煎鳥」という料理がヒヨドリや各種の小鳥で見られたという。鳥の種類によっては生食や塩漬もよく行われていたというが、ヒヨドリの名前は出てこない。
大正時代、昭和時代くらいまでは食文化が比較的残っていたと見られ、日本の食事事典(1993)には岡山県、鹿児島県、千葉県にヒヨドリ料理が確認できる。岡山県では南部の丘陵地帯でヒヨドリなどの小鳥が食べられていたといい、首絞め罠、鳥黐、釣りなどが用いられた。釣りは釣り針にミミズなどを付けて置き、針ごと飲ませて釣り上げるものである。調理法としては骨ごと叩いた肉団子で作る「たたき」という汁料理があるといい、小鳥ばかりでなくウサギの料理としても人気があったという。鹿児島県では大隅半島の冬の料理としてヒヨドリの肉と野菜を醤油仕立てで煮込んだ「そばきいずし」があった。火山灰地が積もったシラス台地の鹿児島は米でなく芋と蕎麦をよく食べる文化で、この料理にも蕎麦を入れて麵料理としたという。。ヒヨドリに限らず蕎麦に野鳥の肉を入れることは全国的に広く見られ、現在でも鴨南蛮などとして名残がある。
千葉県では南部の台地で冬に子供がヒヨドリなどを被せ罠で捕っていたという。肉は根菜と醤油風味に煮たうえで、飯と混ぜ合わせ「鳥飯」と呼ばれた。これに対して川や沼が近い北総地域では、冬に食べる鳥といえばカモ類などの水鳥だったという。手賀沼・印旛沼を抱える北総地域は江戸時代には江戸の街へ水鳥を供給する一大産地であったといい、この風習が残っているとみられる。
賢い鳥でただの鳥もちでは自分の体重をかけて外してしまうことがあるので、もち網という仕掛けで捕まえたという。
現在でもヒヨドリは日本の狩猟鳥獣46種の1つに指定されており、「鳥獣の保護及び管理並びに狩猟の適正化に関する法律」（平成十四年法律第八十八号、通称：鳥獣保護法）に従い、狩猟免許を取得し都道府県の名簿に登載されれば、亜種も含めて冬季に決められた区域内と手法で狩猟ができる。ただし、小笠原諸島、奄美諸島、沖縄県内の個体群については、鳥獣保護法の施行規則の第十条により当面の間は狩猟禁止である。また、前述のように昔は使っていた釣り針や鳥もちによる捕獲は同施行規則第十条第3項で禁止されており、ヒヨドリも含め他の鳥獣の捕獲にも使うことはできない。また、鳥獣保護法第八条では鳥類の卵の採取は禁止されている。

### 農業被害
ヒヨドリは雑食性だが夏場以外は植物食性が強く、新芽、花や果実を食べることから農業に被害をもたらす害鳥としても知られる。特に餌が少なくなる冬季に問題になりやすい。
農林水産省のデータによれば令和5年度のヒヨドリによる農業被害額は、3億3千万円となっている。これは鳥類の中ではカラス類とカモ類に次ぐ第3位であり、この顔ぶれは近年はほぼ変わらない。鳥類被害全般としてシカやイノシシの獣害に比べると単位面積当たりの被害額が大きく、価格の高い果樹を加害した結果とみられる。ヒヨドリの場合、作物別では果樹および野菜が被害の大半を占め、ムクドリの被害状況と似ている。カラスのように飼料作物の被害は少ない
視覚や聴覚は敏感なことから、かかしのような伝統的な方法から爆竹や吹き流しなども効果があるという。その他もいろいろ研究されており、予め録音されたヒヨドリが発する警告音を流すこと、区域内に犬を放つこと、特定の色の光線を照射することなども幾らか効果があるという。ハウス内での栽培や防鳥ネットで覆うことはもちろん効果があり、簡易にできるものの研究なども行われている。近年の鳥害対策全般として山口(2019)の総説論文がある。

### 種の保全状況評価・外来種問題
亜種ダイトウヒヨドリが沖縄県において準絶滅危惧種の指定を受けている。
在来ヒヨドリ類との競合や農作物被害が見込まれることから、同科シロガシラ属のシリアカヒヨドリ、およびこれを含むシロガシラ属鳥類の全部が特定外来生物による生態系等に係る被害の防止に関する法律（平成十六年法律第七十八号、通称：外来生物法）の施行令の第一条が定める特定外来生物に予防的に指定されている。南アジア原産のシリアカヒヨドリは国内定着事例は確認されていないものの、沖縄本島ではこの属のシロガシラ台湾亜種の侵入が確認されており、一部で駆除も行われている。

### 飼育
現在は鳥獣保護法により野鳥の飼育は原則禁止されているが、かつては飼育されていた。仔飼いにするとよく慣れ、飼い主を見分けることから平安貴族の間で盛んに飼われた。『古今著聞集』などにその記述があり、現在の競走馬のように個体名が付けられ愛玩されたようである。江戸時代には中国の同属近縁種シマヒヨドリを飼育することが流行したという
現在でも庭先に餌台を作り、果物などを置いておくとヒヨドリが食べに来る光景がしばしばみられる。臆病であるが、縄張り意識も強い鳥といわれ、他の鳥を追い払い餌台を独占することもままある。

### 象徴
ヒヨドリは場所によっては一年中見られる鳥であるが、季語としては秋から初冬のものとされる。昔から様々な俳人に詠まれてきた。
地名としても使われるが、雀、烏や鵜に比べると少ない。神戸市の山間部にある鵯越が、源平合戦の激戦地の一つ、一ノ谷の戦いにまつわる地名として比較的有名である。東京八王子市の小宮公園はかつてひよどり山と呼ばれていた。
以下の自治体の鳥として指定されている。身近な鳥のわりに指定自治体は一つだけで、イソヒヨドリの方が多い。
- 富山県砺波市[43]

## 呼称
標準和名「ヒヨドリ」は「ヒーヨ、ヒーヨ」という鳴き声に因む説、ヒエ（稗）の実を食べる鳥という生態的な点から「ヒエドリ」となり、これが転訛した説の2つが有力とされるが、どちらなのかはよくわかっていない。
漢字は「鵯」で「卑しい鳥」と書く。これは害鳥だからという意味ではなく、加納(2007)では鳴き声に「卑」の字を当てた説を推している。古代中国では「鵯」という字はヒヨドリではなく、コクマルガラスという小型のカラスを指していたという。現在でも「卑」という字には「卑小」など、「薄い・小さい」などの意味があり古代中国ではこの意味でコクマルガラスに「鵯」を使っていた。
地方名として「メクショ」「メクサレ」が神奈川県江の島周辺、多摩川地域などで使われていたという
種小名 amaurotisは「暗色の耳」という意味があり、特徴的な栗色の耳羽に因む。属名 Hyspipetes は「高く飛ぶ」という意味である。

## リンク
- 山階鳥類研究所標本データベース 山階鳥類研究所所蔵の鳥類標本を検索できる
- 標本・資料統合データベース > 動物研究部 > 鳥類 国立科学博物館の標本データベース
- 日本鳥学会 鳥類の学会で学術論文の和文誌『日本鳥学会誌』と英文誌『Ornithological Science』を発行しており、前身の雑誌である『鳥』も含め本項でも多数参考にしている。いずれの雑誌もJ-STAGEにて無料公開されている。
- 山階鳥類研究所 和文誌『山階鳥類学会誌』を発行しており、本項でも一部参考にしている。雑誌はJ-STAGEにて無料公開されている。